# Kaiser-Walzer
Kaiser-Walzer (Valzer dell'Imperatore) op. 437, è un valzer di Johann Strauss (figlio).

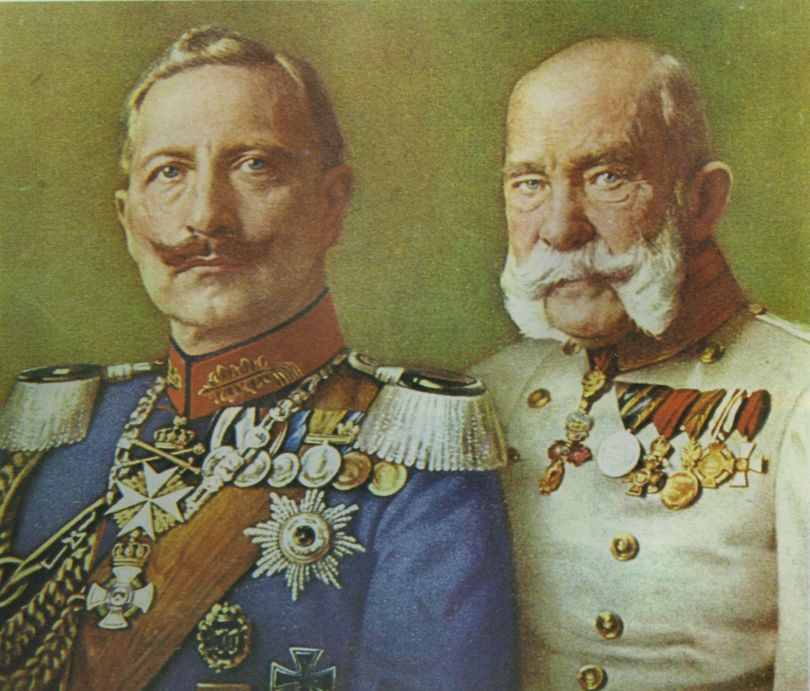
I due Kaiser ai quali è dedicato il valzer: a sinistra Guglielmo II e a destra Francesco Giuseppe.

Nell'autunno del 1889 Johann Strauss si esibì in 5 concerti in occasione della nuova apertura della sala da concerti Konigsbau a Berlino.
Prima che il compositore partisse per la Germania, la stampa viennese diede l'annuncio che Strauss avrebbe presentato al suo editore di Berlino un nuovo valzer, dal titolo Mano nella Mano.
Quel titolo faceva riferimento ai festeggiamenti che si erano svolti nell'agosto 1889 in occasione della visita dell'imperatore Francesco Giuseppe d'Austria all'imperatore di Germania Guglielmo II per rafforzare ancor di più i rapporti fra i due Imperi.
L'editore Fritz Simrock suggerì a Strauss che Kaiser-Walzer si sarebbe potuto dimostrare un titolo più adatto per l'opera: in questo modo il valzer sarebbe stato apparentemente dedicato ad entrambi i monarchi e in questo modo la vanità di entrambi sarebbe stata appagata. Fu così, con questo titolo, che questo valzer ebbe la sua prima esecuzione a Berlino il 21 ottobre 1889.
Questa composizione è inclusa nella colonna sonora del film L'ultimo imperatore, film del 1987 di Bernardo Bertolucci.

## Composizione
valzer 2

## Concerto di Capodanno di Vienna
L'avvento del Concerto di Capodanno di Vienna è il seguente.
| - 1939 - Clemens Krauss - 1942 - Clemens Krauss - 1943 - Clemens Krauss - 1944 - Clemens Krauss - 1948 - Clemens Krauss - 1949 - Clemens Krauss - 1947 - Josef Krips | - 1955 - Willi Boskovsky - 1961 - Willi Boskovsky - 1965 - Willi Boskovsky - 1968 - Willi Boskovsky - 1975 - Willi Boskovsky - 1982 - Lorin Maazel - 1987 - Herbert von Karajan - 1991 - Claudio Abbado - 1996 - Lorin Maazel | - 2003 - Nikolaus Harnoncourt - 2008 - Georges Prêtre - 2016 - Mariss Jansons - 2021 - Riccardo Muti |

## Esecuzioni
- Complesso "Prater di Vienna" (Nuova Enigmistica Tascabile), per l'album del 1983 Incontri musicali 2 - Johann Strauss (K-Tel, SKI 7017).